# 狼的誘惑
《狼的誘惑》（韓語：늑대의 유혹）是2004年上映的韩国电影。
电影改编自韓國網絡作家可愛淘在2003年所寫的故事，由於這故事的高人氣，在推出後很快就被印成書。

## 內容簡介
鍾嫻江是一個身世凄苦的少女，兒時父母離異，她跟著父親生活，不料父親忽然病逝，她只好離開生活的小城市到首爾投靠媽媽。嫻江不會想到，在自己所不熟悉的首爾，有另外一個世界正在著她。轉學到的高中有一個叱咤風雲的人物，他叫作熙文，以鐵拳獲得了威望，以英俊冷酷得到了女生們的前呼後擁。熙文有一個死對頭，就是另一所高中的「王牌」，高大帥氣又同樣酷愛打架的鍾德生。
嫻江的首爾生活開始了，迎接她的可不是燦爛的陽光，而是令人沮喪的訊息。日思夜想的男朋友被自己要好的朋友搶走了。嫻江的異父妹妹多琳想為姊姊打抱不平，決定把學校最受女生崇拜的熙文介紹給嫻江，嫌妹妹多事的嫻江為了逃避會面的尷尬落跑去其他地方消磨，卻意外巧遇到鍾德生。沒想到他們的相遇會給彼此的人生帶來多大的變化！雖然嫻江只是平凡的女孩，沒有出眾美貌，沒有顯赫家世背景，甚至還有點土裡土氣，可是熙文和德生第一眼便喜歡上了她。
原本就是死對頭，又新升級為情敵的兩個男生由此展開了激烈的爭奪戰，一個是霸道、癡情的熙文，一個是同樣癡情、帶些孩子氣的德生，嫻江不知如何選擇，夾在中間痛苦地尋找不傷害兩個人的方法。就在這個時候，德生選擇了離開，帶著滿腔的癡情和委屈......。德生走後，嫻江和熙文終於得知德生深埋心中的秘密，陷入無盡的感傷之中。幾經曲折，德生還會回來嗎？熙文和嫻江又能否得到幸福？

## 演員陣容
- 趙漢善 飾演 潘海元
- 姜棟元 飾演 鄭太成
- 李清娥 飾演 鄭韓京
- 鄭多惠 飾演 韓多凜
- 權悟敏（朝鲜语：권오민） 飾演 韓柱浩
- 李天熙 飾演 劉元
- 李智熙 飾演 李寶晶
- 宋彩敏 飾演 劉濟熙
- 金賀恩 飾演 李娜允
- 安亨俊（朝鲜语：안형준 (배우)） 飾演 金大韓
- 趙慶勳（朝鲜语：조경훈 (1972년)） 飾演 馬粥巨里
- 金應洙 飾演 老師
- 都容九（朝鲜语：도용구） 飾演 繼父
- 南貞姬（朝鲜语：남정희） 飾演 祖母
- 文美奉（朝鲜语：문미봉） 飾演 外祖母
- 車英玉 飾演 姑母
- 千虎珍 飾演 太成的爸爸（特別出演）
- 金甫娟 飾演 媽媽（特別出演）

## 歌曲
曲目
1. 고백 (03:44) - 이수훈
2. 그럴지도 모른다고...(Feat. 이은) (04:01) - 이은,정재일
3. 재회 (01:28) - 정재일
4. 늑대클럽 (Original Mix) (Feat. Square & Ash) (03:11) - Square & Ash
5. 늑대클럽 (Urarus Remix) (Feat. Square & Ash) (03:08) - Square & Ash
6. 삼자대면 (Feat. Kingdjango Yosi, 이정표) (03:32) - kingdjango Yosi,이정표
7. 그냥 그렇게 (03:54) - 제이 (J)(여)
8. 사랑은 또 올테니 (03:35) - 강세일
9. 단비 (03:06) - B on D
10. Let Me Take U There (Garage Mix) (04:57) - 김제형
11. Warning Shot (Factory Mix) (04:46) - 김제형
12. 떠나기 전 (03:28) - 이수훈
13. Ending Theme (06:15) - 이수훈

原聲帶未收錄
- 브리즈 (Breeze) -뭐라 할까

MV
- 告白 - 李秀勳

## 獎項
- 2004年：第25屆青龍電影獎 人氣獎- 姜棟元
- 2004年：第3屆大韓民國電影大獎 男優新人獎- 姜棟元
- 2004年：第7屆Director's CUT Awards 男優新人獎- 姜棟元
- 2004年：第24屆韓國電影評論家協會 新人男優獎- 姜棟元
- 2005年：第3屆CGV觀眾票選年度電影 男子新人獎- 姜棟元
- 2005年：第28屆黄金攝影獎 新人男優獎- 姜棟元

## 外部連結
- 《狼的誘惑》電影簡介 （页面存档备份，存于） (韓語)
- 韓國映畫簡介 （页面存档备份，存于）